# ハシーム・サビート
ハシーム・サビート（Hasheem Thabeet）ことハシム・サビット・マンカ（Hashim Thabit Manka、1987年2月16日 - ）は、タンザニア・ダルエスサラーム州ダルエスサラーム出身のプロバスケットボール選手。ポジションはセンター。221cm、121kg。

## 来歴

### タンザニア時代
ケニアでのトーナメントに出場した際、アフリカの高校生をスカウトしているビジネスマンから「アメリカでプレーできる可能性がある」と言われた。すると、サビートは少ない所持金を使い、接続環境がいいとは言えないインターネットでコーチの連絡先を探した。

### 高校時代（アメリカ）
連絡が取れた中に、テキサス州ヒューストンにあるサイプレス・クリスチャン・スクールのコーチがいた。2003年に渡米したサビートは、2度の転校を経てサイプレス・クリスチャン・スクールに入学。平均16得点、10リバウンド、4ブロックの数字を残した。12年生（日本で言う高校3年生）の時、コネチカット大学のアシスタントコーチが視察した試合で15ブロックを記録。これがきっかけで熱心な勧誘を受けたサビートは、コネチカット大学への進学を決意した。

### 大学時代
1年次は平均6.2得点、3.8ブロックをあげた。2006年12月3日の試合では大学記録タイとなる10ブロックをあげた。この年、チームメートのジェローム・ダイソンと共にビッグイースト・カンファレンスのオールルーキーチームに選ばれた。
2年次は10.5得点、7.9リバウンド、4.5ブロックをあげた。2008年1月5日のノートルダム大学戦で再度10ブロックをあげた。この年カンファレンスの最優秀守備選手に選ばれるとともに、セカンドチームにも選ばれた。
3年次は13.6得点、10.8リバウンドをあげた。2009年1月31日のプロビデンス大学戦では15得点、11リバウンド、10ブロックをあげて、トリプルダブルを記録した。シーズンで152ブロックをあげた。この年、カンファレンスの最優秀守備選手に選ばれるとともに、ピッツバーグ大学のデュワン・ブレアとともに、カンファレンス最優秀選手に選ばれた。また全米のセカンドチームに選ばれるとともに、全米の最優秀守備選手にも選ばれた。2009年3月26日のパデュー大学戦でジェローム・ダイソン、A・J・プライスに続いてシーズン1000得点を達成、この年チームはNCAAトーナメントでファイナル4に進出した。
4月に最終学年に進級せず、2009年のNBAドラフトにアーリーエントリーすることを決断した。

### NBA
2009年のNBAドラフト1巡目2位でメンフィス・グリズリーズに指名されて入団した。タンザニア生まれのNBA選手はサビートが初めてであった。2009年12月13日の試合でシーズンハイの5ブロックをあげた。しかしNBAでの戦いに対応することが出来ず、2010年2月25日、NBAデベロップメント・リーグのダコタ・ウィザーズに送られた。ドラフト全体2位に指名された選手がDリーグに送られるのは異例のことであり、これまでDリーグに送られた選手のうち、ドラフトで最も上位指名を受けたのは、2005年のNBAドラフト全体6位で指名されたマーテル・ウェブスターであった。3月8日にグリズリーズに呼び戻された。
2011年2月24日、将来のドラフト1巡指名権とともにシェーン・バティエ、イシュ・スミスとのトレードでヒューストン・ロケッツに放出され、3月21日にリオグランデバレー・バイパーズに送られ、4月11日にロケッツに復帰した。
2012年3月15日、ジョニー・フリン、将来のドラフト2巡指名権とともにマーカス・キャンビーとの引き換えでポートランド・トレイルブレイザーズに移籍した。
2012年7月11日、オクラホマシティ・サンダーと契約した。11月26日のシャーロット・ボブキャッツ戦で13得点、10リバウンドをあげて、NBA入り後初のダブル・ダブルを記録した。
2014年8月26日、フィラデルフィア・セブンティシクサーズに放出された後、解雇。その後デトロイト・ピストンズとトレーニングキャンプ契約をしたが、シーズン開幕前に解雇され、ピストンズ傘下のNBAデベロップメント・リーグチームのグランドラピッズ・ドライブに送られ、1シーズンを過ごした。その後はNBA内外問わずどのリーグのチームとも契約に至らない状態が続いた。

### Bリーグ
2017年9月27日、Bリーグの横浜ビー・コルセアーズとの契約が発表された。2018年1月21日の千葉ジェッツ戦でディスクォリファイングファウルにより退場処分となり、1試合の出場停止処分を科された。59試合に出場し、平均13.0得点・8.2リバウンド・2.3ブロックなどを記録し、ブロック王を獲得した。

## その他
- ウィングスパン（両腕を広げた幅）は229cmある。

## 個人成績

### NBAレギュラーシーズン
| シーズン  | チーム    | GP  | GS | MPG  | FG%   | 3P% | FT%  | RPG | APG | SPG | BPG | TO | PPG |
| --------- | --------- | --- | -- | ---- | ----- | --- | ---- | --- | --- | --- | --- | -- | --- |
| 2009–10   | MEM       | 68  | 13 | 13.0 | .588  | --- | .581 | 3.6 | .2  | .2  | 1.3 | .6 | 3.1 |
| 2010–11   | MEM       | 45  | 0  | 8.2  | .436  | --- | .543 | 1.7 | .1  | .2  | .3  | .4 | 1.2 |
| 2010–11   | HOU       | 2   | 0  | 2.0  | .000  | --- | ---  | .0  | .0  | .0  | .5  | .0 | .0  |
| 2010-11計 | HOU       | 47  | 0  | 7.9  | .425  | --- | .543 | 1.6 | .1  | .2  | .3  | .4 | 1.1 |
| 2016–17   | HOU       | 5   | 0  | 4.6  | 1.000 | --- | ---  | 1.4 | .0  | .0  | .4  | .0 | 1.2 |
| 2016–17   | POR       | 15  | 3  | 7.7  | .444  | --- | .650 | 2.3 | .0  | .1  | .5  | .5 | 1.9 |
| 2011-12計 | POR       | 20  | 3  | 7.0  | .524  | --- | .650 | 2.1 | .0  | .1  | .5  | .4 | 1.8 |
| 2012–13   | OKC       | 66  | 4  | 11.7 | .604  | --- | .604 | 3.0 | .2  | .5  | .9  | .6 | 2.4 |
| 2013–14   | OKC       | 23  | 0  | 8.3  | .565  | --- | .200 | 1.7 | .0  | .2  | .4  | .6 | 1.2 |
| 通算：5年 | 通算：5年 | 224 | 20 | 10.5 | .567  | --- | .578 | 2.7 | .1  | .3  | .8  | .5 | 2.2 |

- 2011-12シーズンは66試合で打ち切り

### NBAプレーオフ
| シーズン  | チーム    | GP | GS | MPG | FG%  | 3P% | FT% | RPG | APG | SPG | BPG | TO | PPG |
| --------- | --------- | -- | -- | --- | ---- | --- | --- | --- | --- | --- | --- | -- | --- |
| 2013      | OKC       | 4  | 0  | 6.5 | .500 | --- | --- | 1.5 | .0  | .3  | .0  | .5 | .5  |
| 2014      | OKC       | 2  | 0  | 3.5 | ---  | --- | --- | .0  | .0  | .0  | .0  | .0 | .0  |
| 出場：2回 | 出場：2回 | 6  | 0  | 5.5 | .500 | --- | --- | 1.0 | .0  | .2  | .0  | .3 | .3  |

### Bリーグレギュラーシーズン
| シーズン  | チーム    | GP | GS | MPG  | FG%  | 3P% | FT%  | RPG | APG | SPG | BPG | TO  | PPG  |
| --------- | --------- | -- | -- | ---- | ---- | --- | ---- | --- | --- | --- | --- | --- | ---- |
| 2017-18   | 横浜      | 59 | 29 | 23.7 | .561 | --- | .619 | 8.2 | .7  | .9  | 2.3 | 1.9 | 13.0 |
| 通算：1年 | 通算：1年 | 59 | 29 | 23.7 | .561 | --- | .619 | 8.2 | .7  | .9  | 2.3 | 1.9 | 13.0 |